# خورشیدگرفتگی ۱۸ مارس ۱۹۶۹

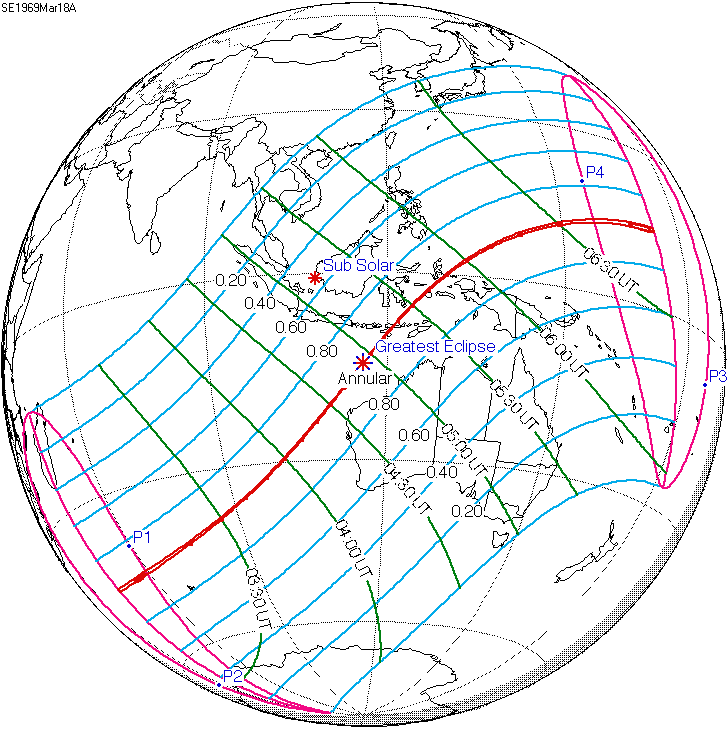
مناطق درگیر با این خورشید گرفتگی

خورشیدگرفتگی ۱۸ مارس ۱۹۶۹ (به انگلیسی: Solar eclipse of March 18, 1969) یک خورشیدگرفتگی از نوع خورشیدگرفتگی حلقه‌ای است. این خورشیدگرفتگی در تاریخ ۱۸ مارس ۱۹۶۹ میلادی (‎۲۷ اسفند ۱۳۴۷ خورشیدی) روی داد که زمان اوج آن، ساعت ۴:۵۴:۵۷ به‌وقت ساعت هماهنگ جهانی بوده‌است. مدت زمان و طول این خورشیدگرفتگی ۰ دقیقه و ۲۶ ثانیه بود.